# سمبرو ویل
شهر سمبرو ویل (به فرانسوی: Sambreville) در شهرستان نمور  در استان نمور  در منطقه فدرال والوون در کشور بلژیک واقع شده‌است.